# 塔加特克羅辛 (印地安納州)
塔加特克羅辛（英語：Taggart Crossing）是位於美國印地安納州摩根縣的一個非建制地區。該地的面積和人口皆未知。